# Gyōda
Gyōda (japanska: 行田市?, Gyōda-shi) är en stad i Saitama prefektur i Japan. Staden fick stadsrättigheter 1949.